# کفور، لبنان
کفور  یک شهرداری در لبنان است که در شهرستان کسروان واقع شده‌است.
 کفور ۴٫۲۶ کیلومتر مربع مساحت و ۱٬۳۰۰ نفر جمعیت دارد و ۸۳۰ متر بالاتر از سطح دریا واقع شده‌است.